# Yapham
Yapham – wieś w Anglii, w hrabstwie East Riding of Yorkshire. Leży 39 km na północny zachód od miasta Hull i 276 km na północ od Londynu.